# Tharyps
Tharyps (altgriechisch Θάρυψ Tháryps, auch: Tharypas Θαρύπας Tharýpas oder Tharybas; † 385 v. Chr.) ist der erste in historischen Quellen belegte König der Molosser, die in der Landschaft Epirus beheimatet waren. Tharyps war der Begründer des Geschlechts der Aiakiden.
Nominell wurde Tharyps um 430 v. Chr. im Kindesalter König. Allerdings musste er kurz darauf vor einer oligarchischen Verschwörung aus Epirus flüchten. Die Verschwörer paktierten mit Sparta und führten die Molosser auf dessen Seite in den Peloponnesischen Krieg. Der junge Tharyps fand in Athen Aufnahme. Dort erhielt er Bildung und wurde mit der klassischen griechischen Kultur vertraut. Die Athener verliehen Tharyps das Bürgerrecht und als er zur Herrschaft über die Molosser gelangt war, blieb er der Stadt seiner Jugend weiter verbunden.
Einiges von dem, was Tharyps im Exil kennengelernt hatte, führte er in seinem Königreich ein. Er betätigte sich als Städtegründer, indem er unbefestigte Dörfer zu größeren, ummauerten Niederlassungen zusammenlegte (Synoikismus). Er führte die Schriftlichkeit in der Verwaltung ein und prägte eigene Münzen. Außerdem wird Tharyps die Ausarbeitung einer formalen Verfassung für sein Land zugeschrieben.
Die Molosser besetzten zu Zeiten Tharyps’ die Orakelstätte Dodona. Das wichtige Heiligtum in Epirus hatte davor zum Gebiet der Thesproter gehört.